# 小行星7856
小行星7856（英語：7856 Viktorbykov）是一颗围绕太阳公转的小行星。1975年11月1日，塔瑪拉·米哈伊洛夫那·斯米爾諾娃在克里米亚发现了此天体。
这颗小行星的绝对星等为294.1612512691778等。